# 株洲大桥
株洲大桥（又名株洲一桥）位于湖南省株洲市，连接该市的芦淞区和天元区的跨越湘江的连续梁桥。株洲大桥由铁道部第一勘测设计院工程总承包、铁道部第三工程局施工。该桥由于1986年1月动工，1988年12月28日建成通车，是株洲市跨越湘江的第一座湘江大桥。株洲大桥是中国第一批实行以设计为主体进行总承包的12个重点项目之一。大桥全长1192米，宽24米，招标造价2400万。